# Пресвітеріанська церква США
Пресвітеріанська церква США (англ. Presbyterian Church (USA); PCUSA) — американська християнська протестантська церква. Як одна з основних течій у кальвінізмі, вона є найбільшою пресвітеріанською деномінацією в США. Церква є членом Національної ради церков, Світової ради реформатських церков, Всесвітньої ради церков. Офіційне представництво церкви розташоване в Луїсвіллі, штат Кентуккі.

## Огляд
Є однією з мейнстрім-прогресивних церков у США, приймаючи секулярне християнство, теїстичний еволюціонізм, історичну біблійну критику, урівняння прав жінок та прав ЛГБТ.
У США є ще одне пресвітеріанське об'єднання — Пресвітеріанська церква Америки (PCA), яка більш консервативна за поглядами. Вона друга за чисельністю серед кальвіністських церков США, її чисельність становить 390 319 членів (2022).